# Liste des chapitres de Bakuman.
Cet article est un complément de l’article sur le manga Bakuman. Il contient la liste des volumes du manga parus en presse à partir du tome 1, avec les chapitres qu’ils contiennent.

## Volumes reliés

### Tomes 1 à 10
| no | Japonais        | Japonais          | Français          | Français          |
| no | Date de sortie  | ISBN              | Date de sortie    | ISBN              |
| --- | --------------- | ----------------- | ----------------- | ----------------- |
| 1 | 5 janvier 2009  | 978-4-08-874622-7 | 2 juillet 2010    | 978-2-505-00826-2 |
| Titre du volume : Rêve et réalité Personnage en couverture : Moritaka MashiroListe des chapitres : - Chapitre 1. Rêve et réalité (夢と現実, Yume to Genjitsu) - Chapitre 2. Idiots et intelligents (馬鹿と利口, Baka to Riko) - Chapitre 3. Plumes et nemus (ペンとネ-ム, 'Pen to Nemu) - Chapitre 4. Parents et enfants (親と子, Oya to Ko) - Chapitre 5. Temps et clé (時と鍵, Toki to Kagi) - Chapitre 6. Tout et rien (ピンとキリ, Pin to Kiri) - Chapitre 7. Sourire et rougissement (笑顔と赤面症, Egao to Sekimenshō) |                 |                   |                   |                   |
| Moritaka Mashiro est un collégien qui s'ennuie et ne sait pas encore quoi faire dans la vie, quand un de ses camarades de classe, Akito Takagi, remarque son talent de dessinateur. Il lui propose de créer ensemble un manga, mais Mashiro refuse, ayant le souvenir de son oncle décédé, qui était un bakuchiuchi (auteur de mangas sans grand succès). Cependant, à force d'insistance et de manipulations, Takagi amène Mashiro à faire une promesse à celle qu'il aime, Miho Azuki : s'il devient mangaka et elle une comédienne de doublage à succès, ils se marieront. Avec l'aval des parents de Mashiro, les deux adolescents empruntent l'atelier déserté de l'oncle de Mashiro où ils en apprennent plus sur le métier de mangaka et sur sa vie : plus jeune, il était amoureux d'une fille et s'était promis de l'épouser une fois devenu auteur à succès, mais faute de temps, elle en a épousé un autre. Cette femme est la mère de Miho, qui se retrouve donc dans la confidence et garde le secret. Après plusieurs essais, Mashiro et Takagi parviennent à écrire les pages d'un manga qui les convainc et tentent de le faire éditer dans le magazine Jump. |                 |                   |                   |                   |
| 2 | 4 mars 2009     | 978-4-08-874644-9 | 2 juillet 2010    | 978-2-505-00827-9 |
| Titre du volume : Chocolats et Akamaru Personnages en couverture : Akito Takagi, Moritaka MashiroListe des chapitres : - Chapitre 8. La carotte et le bâton (アメとムチ, Ame to Muchi) - Chapitre 9. Conditions et capitale (条件と上京, Jōken to Jōkyō) - Chapitre 10. Inquiétude et espoirs (不安と期待, Fuan to Kitai) - Chapitre 11. Regrets et compréhension (後悔と納得, Kōkai to Nattoku) - Chapitre 12. 10 et 2 (10と2, Jū to Ni) - Chapitre 13. Chocolats et Akamaru (チョコと赤マル, Choko to Akamaru) - Chapitre 14. Festin et fin de collège (御馳走と卒業, Gochisō to Sotsugyō) - Chapitre 15. Envoi et réponse (送信と返信, Sōshin to Henshin) - Chapitre 16. Sokuhô et Hon-chan (速報と本ちゃん, Sokuhō to Honchan) |                 |                   |                   |                   |
| Mashiro et Takagi font la rencontre d'Akira Hattori, un responsable éditorial du Jump qui choisit de les prendre sous son aile, ayant perçu un vrai potentiel dans le duo. Le manga est tout de même retenu pour un concours interne, mais échoue face à une œuvre d'un mangaka encore plus jeune que Mashiro et Takagi, Eiji Niizuma. Ils ne désespèrent pas et se lancent aussitôt dans la création d'un autre manga et visent le prix Tezuka. Le nouveau manga est mieux reçu mais échoue à recevoir le prix au dernier tour du concours. C'est une nouvelle déception, mais quand la nouvelle se sait dans le collège, Takagi s'emporte et se fait exclure de l'établissement. Durant ce temps, il se décide à abandonner les places prestigieuses qu'il pouvait escompter pour une université plus modeste et plus adaptée à sa carrière de mangaka. De retour au siège du Jump, quand ils apprennent que Niizuma est prêt à signer pour une série, Mashiro pense être prêt à faire de même, et Hattori accepte de s'impliquer encore plus dans la conception du manga afin qu'il corresponde mieux aux attentes du lecteur. À force de travail, ils parviennent à écrire une histoire qui pourrait être publié dans l'Akamaru Jump et participer à un concours de popularité. Exalté, Mashiro déchante vite quand il apprend que Miho va déménager. Il parvient toutefois à lui faire jurer de tenir sa promesse. Peu après leur rentrée au lycée, Mashiro et Takagi apprennent qu'ils sont arrivés troisième du concours, finalement remporté par Niizuma. Mashiro renonce alors au projet de série manga qu'il comptait présenter pour reprendre tout à zéro. |                 |                   |                   |                   |
| 3 | 4 juin 2009     | 978-4-08-874677-7 | 17 septembre 2010 | 978-2-505-00963-4 |
| Titre du volume : Débuts et impatience Personnages en couverture : Eiji Niizuma, Moritaka Mashiro, Shinta FukudaListe des chapitres : - Chapitre 17. Combat et imitation (バトルと模写, Batoru to Mosha) - Chapitre 18. Rivaux et amis (ライバルと友達, Raibaru to Tomodachi) - Chapitre 19. Débuts et impatience (デビューと焦り, Debyū to Aseri) - Chapitre 20. Avenir et étapes (未来と階段, Mirai to Kaidan) - Chapitre 21. Mur et baiser (壁とキス, Kabe to Kisu) - Chapitre 22. Gêne et jeunesse (邪魔と若さ, Jama to Wakasa) - Chapitre 23. Grosse tête et gentilesse (天狗と親切, Tengu to Shinsetsu) - Chapitre 24. Cahier et persos (ノートとキャラ, Nōto to Kyara) - Chapitre 25. Jalousie et amour (嫉妬と愛, Shitto to Ai) |                 |                   |                   |                   |
| Mashiro et Takagi abandonnent leur première idée pour se lancer dans le style plus populaire du nekketsu de combat. Hattori accepte à contrecœur de les aider, peu convaincu de les voir percer dans un genre de manga qui ne leur correspond pas ; même Eiji Niizuma, qui a apprécié leur premier manga, est étonné de ce choix. Malgré leurs efforts, ils ne parviennent pas à se démarquer des autres mangas, et il faudra qu'ils apprennent les critiques de leur nouveau manga, qui s'accordent à dire que les deux adolescents sont très talentueux et prometteurs mais sans succès possible dans ce genre, pour qu'ils baissent les bras. Au même moment, Miho parvient à décrocher son premier rôle de doubleuse, un personnage secondaire dans un anime. Mashiro et Takagi décident alors de profiter des vacances d'été pour prendre leurs distances et travailler chacun de leur côté. Takagi essaie de retravailler ses scénarios mais passe beaucoup de temps avec sa petite amie Kaya Miyoshi, qui s'est mis en tête d'écrire la version romancée de l'histoire de Mashiro et Miho. Quant à Mashiro, il accepte de travailler comme assistant de Niizuma, qui a commencé l'écriture de sa première série. Espérant apprendre de Niizuma, il découvre avec les assistants du prodige (Shinta Fukuda, un dessinateur de 19 ans arrogant et qui a du mal à percer, et Takurô Nakai, un homme de 33 ans qui n'a toujours pas réussi dans le manga) que celui-ci manque de professionnalisme et qu'à son rythme, son manga va très rapidement perdre en popularité faute de suspense dans l'intrigue. Les trois assistants vont alors forcer le « génie » à reprendre tout un chapitre à la dernière minute, pour obtenir toutefois un résultat plus que satisfaisant. En discutant avec les trois autres dessinateurs, Mashiro réalise que tous s'inspirent de leurs œuvres de jeunesse pour les mangas qu'ils comptent produire ; il abandonne alors son poste pour se replonger dans ses vieux cahiers et retrouver un personnage de détective qu'il appréciait. Il ignore cependant que Takagi écrit de son côté un manga policier... |                 |                   |                   |                   |
| 4 | 4 août 2009     | 978-4-08-874719-4 | 5 novembre 2010   | 978-2-505-00988-7 |
| Titre du volume : Téléphone et veille au soir Personnages en couverture : Miho Azuki et une doubleuseListe des chapitres : - Chapitre 26. Deux et un (2人と1人, Futari to Hitori) - Chapitre 27. Tacticien et menteur (策士と騙し, Sakushi to Damashi) - Chapitre 28. Collaboration et conditions (協力と条件, Kyōryoku to Jōken) - Chapitre 29. Littérature et musique (文学と音楽, Bungaku to Ongaku) - Chapitre 30. Union et rupture (団結と決裂, Danketsu to Ketsuretsu) - Chapitre 31. Mardi et vendredi (火曜と金曜, Kayō to Kin'yō) - Chapitre 32. Téléphone et veille au soir (電話と前夜, Denwa to Zen'ya) - Chapitre 33. Possible et pas possible (ありとなし, Ari to Nashi) - Chapitre 34. Suiveurs et suivis (追う者と追われる者, Ou Mono to Owareru Mono) |                 |                   |                   |                   |
| Mashiro prend la décision de continuer seul dans le manga. Takagi est déçu mais comprend et accepte, se sachant en partie responsable. Quand Hattori apprend la séparation du duo mais que les deux adolescents travaillent chacun sur un projet similaire, il a dans l'idée de les mettre en compétition pour le prochain concours. Cependant, Mashiro et Takagi se réconcilient, découvrent leurs projets respectifs et décident de retravailler ensemble pendant les six mois suivants sans le dire à Hattori. Pendant ce temps, Miho gagne en popularité et commence à faire des clips d'idol, mais cela ne lui plait pas. Au bout des six mois, Hattori découvre le nouveau manga créé pour une potentielle série ; énervé de s'être fait berné, il admet toutefois que le manga a un vrai potentiel et accepte de le défendre pour le prochain concours si Mashiro et Takagi fournissent suffisamment de chapitres pour montrer qu'ils peuvent aller au lycée tout en assurant la rédaction du manga. Mashiro et Takagi sont ravis. Ils découvrent qui seront leurs rivaux pour le concours : Shinta Fukuda, qui se lance seul ; Takurô Nakai qui s'est associé avec une jeune mangaka Kô Aoki, prétentieuse ; et leur dernier concurrent, Kôji Makaino, est une star du rock qui avait déjà publié un manga sous un pseudonyme. Quand ce dernier révèle la vérité et appelle ses fans à voter pour lui au prochain concours, les autres participants décident de manifester son mécontentement à la maison Shueisha pour qu'il retire sa candidature, avant de s'unir et de voir si leurs projets ont la possibilité de le battre. Après les publications successives de leurs mangas, les résultats du concours tombent : après départage, Mashiro et Takagi sont premiers ex aequo avec Shinta Fukuda. Mais il reste la réunion éditoriale qui décidera du manga publié comme série. Les discussions sont longues, mais grâce à la stratégie de Hattori, le manga Détective Mystificateur TRAP de Mashiro et Takagi est retenu, tandis que les autres sont écartés. Mashiro, Takagi et Miyoshi sont fous de joie, et Mashiro consent à contacter directement Miho par téléphone pour partager leurs sentiments ; Miho garde pour elle que son directeur a cherché à la forcer à la faire apparaitre dénudée dans des clips, ce qui l'a forcé à démissionner. |                 |                   |                   |                   |
| 5 | 4 novembre 2009 | 978-4-08-874753-8 | 7 janvier 2011    | 978-2-505-01030-2 |
| Titre du volume : Anthologie et album Personnages en couverture : Shinta Fukuda, Yūjirō Hattori, YasuokaListe des chapitres : - Chapitre 35. Joie et tristesse (嬉しさと寂しさ, Ureshisa to Sabishisa) - Chapitre 36. Silence et festin (沈黙と宴, Chinmoku to Utage) - Chapitre 37. Directeur général et lot (取締役とトリ, Torishimariyaku to Tori) - Chapitre 38. Fenêtre et neige (窓と雪, Mado to Yuki) - Chapitre 39. Anthologie et album (文集と写真集, Bunshū to Shashinshū) - Chapitre 40. Mer et vicissitudes (海と浮き沈み, Umi to Ukishizumi) - Chapitre 41. Mesure choc et patience (テコと我慢, Teko to Gaman) - Chapitre 42. Rire et dialogues (笑いとセリフ, Warai to Serifu) - Chapitre 43. Humour et nouvelles (ボケとニュース, Boke to Nyūsu) |                 |                   |                   |                   |
| Mashiro et Takagi apprennent avec déception qu'ils vont devoir changer de responsable éditorial : ce sera Gorô Miura, qui s'avère bien plus optimiste que son prédécesseur. Ils engagent rapidement trois assistants pour le duo de lycéens : Ogawa, très mature et professionnel, Takahama, plus discret et jeune mais très bon dessinateur, et Katô, une dessinatrice. La production des premiers chapitres est pour tous l'occasion d'apprendre à connaître les autres, trouver son rythme de travail. Mashiro et Takagi découvrent aussi leurs « concurrents » lors d'une soirée organisée par les directeurs du Jump, où ils croisent le directeur général Kazuhiko Torishima, et apprennent que Kô Aoki va cesser toute collaboration avec l'assistant Nakai pour travailler avec la rockstar Makaino. Cette décision surprenante va être pour tous l'occasion de soutenir celui qui croyait en son talent, car Nakai refuse de renoncer à sa collaboration avec Aoki et risque la mort en travaillant en extérieur par temps froid sous les fenêtres de la mangaka, qui acceptera finalement de reprendre son manga initial avec le dessinateur. Plus tard, Mashiro apprend que Miho va peut-être devoir faire des photos dénudées si elle veut conserver son poste, mais elle veut l'accord de Mashiro avant tout. Celui-ci craint que cela ne nuise à leur relation et leurs rêves, mais cette période de doute et de remise en question semble nécessaire dans la quête du succès. Miho renonce finalement aux photos pendant que Mashiro reprend le travail. Finalement, les premiers chapitres des différents mangas sortent alors que les deux lycéens font leurs rentrées, et le succès n'est pas réellement au rendez-vous, leur manga connaissant une chute dans les différents classements. Takagi envisage alors de repenser le style du manga, mais Miura leur déconseille, le risque de perdre les premiers fans étant trop grand. Finalement, en regardant les autres sorties qui ont plus de succès, Takagi et Miura comprennent que ce qu'il manque à Detective Trap est une dose d'humour et des intrigues plus enlevées, le manga s'avérant jusque-là trop sérieux. Et cela fonctionne : le manga connait plus de succès auprès des lecteurs après une période où il risquait l'arrêt de la publication. Quand il rattrape la popularité du manga d'Eiji, celui-ci ne compte pas se laisser faire. |                 |                   |                   |                   |
| 6 | 4 janvier 2010  | 978-4-08-874788-0 | 1er avril 2011    | 978-2-505-01076-0 |
| Titre du volume : Tempérament et absurdité Personnages en couverture : Muto AshirogiListe des chapitres : - Chapitre 44. Reconnaissance et revers (恩返しと裏返し, Ongaeshi to Uragaeshi) - Chapitre 45. Maladie et motivation (病気とやる気, Byōki to Yaruki) - Chapitre 46. Expressivité et collaboration (目力と協力, Mejikara to Kyōryoku) - Chapitre 47. Paradoxe et raison (矛盾と理由, Mujun to Riyū) - Chapitre 48. La vie et la mort, et le calme (生死と静止, Seishi to Seishi) - Chapitre 49. Rappel et appel (リコールとコール, Rikōru to Kōru) - Chapitre 50. Tempérament et absurdité (無茶と根性, Mucha to Konjō) - Chapitre 51. Redémarrage et chute (再開と下位, Saikai to Kai) - Chapitre 52. Impressions et fuite (感想と疾走, Shissō to Kansō) |                 |                   |                   |                   |
| Le rythme de travail de Mashiro ne faiblit pas, mais il tombe soudain malade à force de se surmener et doit subir une ablation partielle du foie. Hospitalisé et contraint au repos pour les trois mois qui suivent, il refuse cependant d'arrêter le travail et continue ses dessins, malgré les doutes de Takagi et Miura. Mashiro reçoit cependant le soutien de Miho, qui n'a pas hésité à briser sa promesse de ne plus le voir pour prendre de ses nouvelles. Malheureusement pour eux, le directeur éditorial Sasaki refuse de les laisser continuer et annonce avoir pris la décision irrévocable de suspendre l'édition de Detective Trap jusqu'à ce que Mashiro et Takagi aient fini leurs études au lycée, expliquant son choix par le souvenir de l'oncle de Mashiro, mort de surmenage pour avoir essayé de retrouver le succès dans le manga. Cette décision est considérée comme injuste par la plupart des responsables éditoriaux, mais aussi par les autres mangakas, qui prennent alors la décision de boycotter le magazine : ils continueront à travailler leurs chapitres, sans les proposer, à l'édition. Sasaki reste néanmoins inflexible, ce qui fait qu'un numéro du Shônen Jump sort dans les kiosques avec cinq séries non publiées. Mashiro se ménage mais parvient à faire ses dessins, et grâce aux négociations de Miura, il réussit à relancer l'édition de son manga dès sa sortie de l'hôpital. Le succès revient aussitôt, mais la situation a changé pour les deux lycéens : ils ont désormais des concurrents dans le genre du manga policier, et les autres séries, ayant repris plus tôt, ont déjà leurs séries adaptées en anime. La menace d'une annulation se profile à la réunion de la fin d'année. |                 |                   |                   |                   |
| 7 | 4 mars 2010     | 978-4-08-870015-1 | 1er juillet 2011  | 978-2-505-01169-9 |
| Titre du volume : Gags et sérieux Personnages en couverture : Muto AshirogiListe des chapitres : - Chapitre 53. 18 et 40 (18と40, Jūhachi to Yonjū) - Chapitre 54. Gags et sérieux (ギャグとシリアス, Gyagu to Shiriasu) - Chapitre 55. 3 dessins et 3 histoires (3カットと3作, Sankatto to Sansaku) - Chapitre 56. Adultes et enfants (大人と子供, Otona to Kodomo) - Chapitre 57. Répartition et parité (フリワケと引き分け, Furiwake to Hikiwake) - Chapitre 58. Unité et dizaine (一桁と二桁, Hitoketa to Futaketa) - Chapitre 59. Expérience et données (経験とデータ, Keiken to Dēta) - Chapitre 60. Filles et garçons (男性と女性, Dansei to Josei) - Chapitre 61. Alliance et condisciple (同盟と同級, Dōmei to Dōkyū) |                 |                   |                   |                   |
| Le second manga dont l'arrêt est décidé est Trap, le manga des deux lycéens, qui s'interrompra donc au bout de 46 chapitres. C'est un coup dur pour les deux jeunes hommes, forcés de trouver une conclusion à leur histoire. Sur les conseils de Miura, ils ajoutent de l'humour, ce qui plait, aussi Miura leur conseille de travailler sur un gag manga, mais eux veulent revenir à une histoire complète, plus modeste et plus sérieuse. Ce désaccord avec leur responsable éditorial les met mal à l'aise, mais pour Hattori, ce peut être une bonne chose. À leur réunion suivante, les deux lycéens expriment leur avis mais Miura prend la mouche et insiste fermement pour que les mangakas fassent ce qu'il demande. Aussi, Takagi fait une proposition folle : proposer deux histoires, l'une sérieuse et l'autre comique. Il a en fait une autre idée derrière la tête : proposer une histoire complète pour un concours dont le jury est présidé par Eiji Niimura. Takagi est plus que motivé. Les lycéens livrent donc les deux mangas annoncés, et comme Mashiro s'y attendait, Miura choisit le manga le plus humoristique et qui lui plait le moins. Cependant, au même moment, Miura découvre l'histoire complète livrée et celle-ci est jugée trop « bonne » pour un concours amateur. Malgré la colère de Miura, elle est finalement conservée pour le concours mais hors compétition ; quant aux deux mangas, elles seront publiées comme histoires complètes dans deux numéros consécutifs afin de laisser le choix aux lecteurs, solution qui satisfait complètement Takagi et Mashiro. Lors du concours, l'histoire du duo Ashirogi supplante les autres concurrents malgré un manque de travail sur les personnages, mais les histoires complètes ne convainquent pas assez les lecteurs selon Miura. Aussi, lors de leur réunion, Miura suggère de reprendre un des mangas mais d'en faire un gag manga, or quand Mashiro exprime à nouveau son désaccord, Miura s'emporte et déclare envisager de trouver un autre dessinateur pour Takagi. Les deux lycéens quittent alors leur responsable, furieux d'avoir un responsable éditorial qu'il considère comme incompétent. Mais après réflexion, l'idée d'un gag manga leur convient. Pour cela, ils travaillent sur un personnage féminin d'importance et Takagi reçoit l'aide de Kô Aoki, qui elle aussi travaille sur un nouveau manga ; elle souhaite revenir à une histoire d'amour mais doit envisager d'écrire du point de vue masculin, chose qui lui est difficile. Takagi et Aoki passent donc beaucoup de temps à discuter de leurs visions du manga. |                 |                   |                   |                   |
| 8 | 30 avril 2010   | 978-4-08-870037-3 | 7 octobre 2011    | 978-2-505-01241-2 |
| Titre du volume : Culottes entraperçues et messie Personnage en couverture : Moritaka MashiroListe des chapitres : - Chapitre 62. Roman et lettre (小説と手紙, Shōsetsu to Tegami) - Chapitre 63. Doute et confiance (不信と信用, Fushin to Shin'yō) - Chapitre 64. Naturel et cachotterie (まんまと隠し事, Manma to Kakushigoto) - Chapitre 65. Têtu et simple (頑固と素直, Ganko to Sunao) - Chapitre 66. Singe et mariage (猿と結婚, Saru to Kekkon) - Chapitre 67. Culottes entraperçues et messie (パンチラと救世主, Panchira to Kyūseishu) - Chapitre 68. Toilettes et bain (トイレとお風呂, Toire to Ofuro) - Chapitre 69. Amis à part et province (特別な仲と田舎, Tokubetsu na Naka to Inaka) - Chapitre 70. 3e fois et 2e histoire (三度目と2本目, Sandome to Nihonme) |                 |                   |                   |                   |
| 9 | 4 août 2010     | 978-4-08-870088-5 | 6 janvier 2012    | 978-2-505-04968-5 |
| Titre du volume : Talent et orgueil Personnage en couverture : Kō AokiListe des chapitres : - Chapitre 71. Talent et orgueil (才能とプライド, Sainō to Puraido) - Chapitre 72. Réclamation et cri (文句と一喝, Monku to Ikkatsu) - Chapitre 73. Liens et étoiles (縁と星, En to Hoshi) - Chapitre 74. Camarade de classe et combativité (同級生と闘争心, Dōkyūsei to Tōsōshin) - Chapitre 75. Nouvelle habitation et nouvelle série (新居と新連載, Shinkyo to Shinrensai) - Chapitre 76. Gag récurrent et message (決めギャグとメッセージ, Kime Gyagu to Messēji) - Chapitre 77. Adoration et refus (大好きと否定, Daisuki to Hitei) - Chapitre 78. Arrêter et ne pas arrêter (やめるとやめない, Yameru to Yamenai) - Chapitre 79. Caprices et conseils (わがままとアドバイス, Wagamama to Adobaisu) |                 |                   |                   |                   |
| 10 | 4 octobre 2010  | 978-4-08-870114-1 | 27 avril 2012     | 978-2-505-01437-9 |
| Titre du volume : Expression et imagination Personnages en couverture : Muto AshirogiListe des chapitres : - Chapitre 80. Apparence et salutations (見ためと挨拶, Mitame to Aisatsu) - Chapitre 81. Aventure et drague (冒険と口説き, Bōken to Kudoki) - Chapitre 82. Indice et mieux (ヒントとベスト, Hinto to Besuto) - Chapitre 83. Espion et prochaine fois (スパイと次回, Supai to Jikai) - Chapitre 84. "One Piece" et surprise (ワンピースとサプライズ, Wanpīsu to Sapuraizu) - Chapitre 85. Crimes parfaits et premier contrôle (完全犯罪と第一関門, Kanzen Hanzai to Daiichi Kanmon) - Chapitre 86. Victoire et défaite (勝ちと負け, Kachi to Make) - Chapitre 87. Gâteau et meilleur ennemi (ケーキと強敵, Kēki to Kyōteki) - Chapitre 88. Expression et imagination (表現力と想像力, Hyōgenryoku to Sōzōryoku) |                 |                   |                   |                   |

### Tomes 11 à 20
| no | Japonais         | Japonais          | Français         | Français          |
| no | Date de sortie   | ISBN              | Date de sortie   | ISBN              |
| --- | ---------------- | ----------------- | ---------------- | ----------------- |
| 11 | 29 décembre 2010 | 978-4-08-870191-2 | 6 juillet 2012   | 978-2-505-01479-9 |
| Titre du volume : Titre et character design Personnages en couverture : Eiji Niizuma, Aiko AkinaListe des chapitres : - Chapitre 89. Titre et character design (タイトルとキャラデザ, Taitoru to Kyaradeza) - Chapitre 90. Art et produit (芸術と商品, Geijutsu to Shōhin) - Chapitre 91. Vote et face (票と表, Hyō to Hyō) - Chapitre 92. Entêtement et décision (意地と決断, Iji to Ketsudan) - Chapitre 93. Centre et meilleur (中央と最強, Chūō to Saikyō) - Chapitre 94. Thé et clair-obscur (お茶と明暗, Ocha to Meian) - Chapitre 95. Tous les soirs et fusion (毎晩と合体, Maiban to Gattai) - Chapitre 96. 4e place et série (4位票とシリーズ, 4 I-hyō to Shirīzu) - Chapitre 97. Apothéose et code (ラストと暗号, Rasuto to Angō) |                  |                   |                  |                   |
| 12 | 4 mars 2011      | 978-4-08-870164-6 | 19 octobre 2012  | 978-2-505-01547-5 |
| Titre du volume : Peintre et mangaka Personnage en couverture : Kazuya HiramaruListe des chapitres : - Chapitre 98. Poignée de main et retouche (握手と手直し, Akushu to Tenaoshi) - Chapitre 99. Larmes de rage, larmes de joie (悔し涙と嬉し涙, Kuyashinamida to Ureshinamida) - Chapitre 100. Aisance et piège (余裕と落とし穴, Yoyū to Otoshiana) - Chapitre 101. Plainte et ambition (苦情と上昇志向, Kujō to Jōshōshikō) - Chapitre 102. Peintre et mangaka (画家と漫画家, Gaka to Mangaka) - Chapitre 103. Gâchis et challenge (無駄と挑戦, Muda to Chōsen) - Chapitre 104. Step and watch (ステップとウォッチ, Suteppu to U-occhi) - Chapitre 105. Article défectueux et simplification (不良品とアタリ, Furyōhin to Atari) - Chapitre 106. Match et fête (試合と祭, Shiai to Matsuri) |                  |                   |                  |                   |
| 13 | 3 juin 2011      | 978-4-08-870236-0 | 4 janvier 2013   | 978-2-505-01684-7 |
| Titre du volume : Lecteur fan et coup de foudre Personnages en couverture : Shuichi Moriya, Moritaka Mashiro, Shun Shiratori, Ichiriki Orihara, Kaya Takagi, Akito TakagiListe des chapitres : - Chapitre 107. Ce qui correspond bien et ce qu'on aime (合ってるものと好きなもの, Atterumono to Sukinamono) - Chapitre 108. Lecteur fan et coup de foudre (愛読者と一目惚れ, Aidokusha to Hitomebore) - Chapitre 109. Roméo et 1er anniversaire (ロミオと一周年, Romio to Ichi-shūnen) - Chapitre 110. Ensemble et séparés (一緒と別々, Issho to Betsubetsu) - Chapitre 111. Intrusion et confiance (口出しと信頼, Kuchidashi to Shinrai) - Chapitre 112. Punch et envol (パンチと一人立ち, Panchi to Hitoridachi) - Chapitre 113. Faiblesse et état d'esprit (不得意と心掛け, Futokui to Kokorogake) - Chapitre 114. Amoureux et pont suspendu (恋路と歩道橋, Koiji to Hodōkyō) - Chapitre 115. Photo-souvenir et salle de classe (記念撮影と教室, Kinen Satsuei to Kyōshitsu) |                  |                   |                  |                   |
| 14 | 4 août 2011      | 978-4-08-870273-5 | 5 avril 2013     | 978-2-505-01727-1 |
| Titre du volume : Duel psychologique et phrase choc Personnage en couverture : Tōru NanamineListe des chapitres : - Chapitre 116. Objectif et appréciation (狙いと評価, Nerai to Hyōka) - Chapitre 117. Lettre de fan et blog (ＦＬとブログ, Fanretā to Burogu) - Chapitre 118. Endroit et envers (裏と表, Ura to Omote) - Chapitre 119. Excès de confiance et publicité (過信と宣伝, Kashin to Senden) - Chapitre 120. Internet et visage (ネットと顔, Netto to Kao) - Chapitre 121. Confiance et résolution (自信と覚悟, Jishin to Kakugo) - Chapitre 122. Duel psychologique et phrase choc (心理戦と決め台詞, Shinrisen to Kimeserifu) - Chapitre 123. Pizza et thé japonais (ピザとお茶, Piza to Ocha) - Chapitre 124. Considérations et provocations (考察と挑発, Kōsatsu to Chōhatsu) |                  |                   |                  |                   |
| 15 | 4 octobre 2011   | 978-4-08-870273-5 | 5 juillet 2013   | 978-2-505-01728-8 |
| Titre du volume : Encouragements et sentiments Personnages en couverture : Moritaka Mashiro, Akito TakagiListe des chapitres : - Chapitre 125. Agacement et renversement de situation (焦燥と逆転, Shōsō to Gyakuten) - Chapitre 126. Analyse et résultats (分析と結果, Bunseki to Kekka) - Chapitre 127. Passion et cuisante défaite (熱血と完敗, Nekketsu to Kanpai) - Chapitre 128. Caricatures et moqueries (似顔絵とひやかし, Nigaoe to Hiyakashi) - Chapitre 129. Jeunesse et croisée des chemins (青春と末路, Seishun to Matsuro) - Chapitre 130. Fièvre et cendres (熱と灰, Netsu to Hai) - Chapitre 131. Imitation et inconscient (模倣と無意識, Mohō to Muishiki) - Chapitre 132. Poirier et redressement (逆立ちと立て直し, Sakadachi to Tatenaoshi) - Chapitre 133. Encouragements et sentiments (励みと想い, Hagemi to Omoi) |                  |                   |                  |                   |
| 16 | 4 janvier 2012   | 978-4-08-870316-9 | 18 octobre 2013  | 978-2-505-01729-5 |
| Titre du volume : Débutants et vétérans Personnage en couverture : Eiji NiizumaListe des chapitres : - Chapitre 134. Cavalier seul et lambine (独走と鈍足, Dokusō to Donsoku) - Chapitre 135. Successif et entrave (連続と阻止, Renzoku to Soshi) - Chapitre 136. Marge de progression et contre-mesure (伸びしろと対抗策, Nobishiro to Taikōsaku) - Chapitre 137. Premières pages couleur et pages centrales en couleur (巻頭カラーとセンターカラー, Kantō Karā to Sentā Karā) - Chapitre 138. Puissance et idées (迫力とアイディア, Hakuryoku to Aidia) - Chapitre 139. Dernier chapitre et commentaires (最終話とコメント, Saishūwa to Komento) - Chapitre 140. Limites et phénix (限界と火の鳥, Genkai to Hi no Tori) - Chapitre 141. Age et mérites (年齢と実績, Nenrei to Jisseki) - Chapitre 142. Débutants et vétérans (新人とベテラン, Shinjin to Beteran) |                  |                   |                  |                   |
| 17 | 2 mars 2012      | 978-4-08-870389-3 | 24 janvier 2014  | 978-2-505-06006-2 |
| Titre du volume : Tout pour le tout et histoire entière Personnages en couverture : Kaya Takagi, Miho Azuki, Tōru Nanamine, Moritaka Mashiro, Akito TakagiListe des chapitres : - Chapitre 143. Argent et recyclage (お金とリサイクル, Okane to Risaikuru) - Chapitre 144. Entreprise et recette pour gagner (会社と必勝法, Kaisha to Hisshōhō) - Chapitre 145. Offre et arrêt (提供と停止, Teikyō to Teishi) - Chapitre 146. Grand jour et colère (本番と腹の虫, Honban to Hara no Mushi) - Chapitre 147. Jetable et esprit combatif (使い捨てと闘争心, Tsukaisute to Tōsōshin) - Chapitre 148. Tout pour le tout et histoire entière (一発勝負と一話完結, Ippatsu Shōbu to Ichiwa Kanketsu) - Chapitre 149. Originalité et thème (持ち味と題材, Mochiaji to Daizai) - Chapitre 150. Caprice et préférences (我儘と贔屓, Wagamama to Hiiki) - Chapitre 151. Zombies et démons (ゾンビと悪魔, Zonbi to Akuma)                                                                   |                  |                   |                  |                   |
| 18 | 2 mai 2012       | 978-4-08-870420-3 | 4 avril 2014     | 978-2-505-06044-4 |
| Titre du volume : Aisance et enfer Personnages en couverture : Kô Aoki, Kazuya HiramaruListe des chapitres : - Chapitre 152. Effet conjugué et nouveau record (相乗効果と新記録, Sōjōkōka to Shin Kiroku) - Chapitre 153. Monde et adversaire (世界と相手, Sekai to Aite) - Chapitre 154. Hebdomadaire et mensuel (週刊と月刊, Shūkan to Gekkan) - Chapitre 155. Atelier de travail et cahier (仕事場とノート, Shigotoba to Nōto) - Chapitre 156. Aisance et enfer (余裕と修羅場, Yoyū to Shuraba) - Chapitre 157. Perso ennemi et inversion (敵キャラと入れ替え, Teki Kyara to Irekae) - Chapitre 158. Rallonge et coup sec (間延びと一気, Manobi to Ikki) - Chapitre 159. Tempo et grande roue (テンポと観覧車, Tenpo to Kanransha) - Chapitre 160. Courage et 900.000 (頑張りと９０万, Ganbari to Kyū-jū Man) |                  |                   |                  |                   |
| 19 | 4 juin 2012      | 978-4-08-870461-6 | 4 juillet 2014   | 978-2-505-06045-1 |
| Titre du volume : Décision et enchantement Personnage en couverture : Miho AzukiListe des chapitres : - Chapitre 161. Bouffée d'air et fête (息継ぎとパーティ, Ikitsugi to Pāti) - Chapitre 162. Thermes et choix (温泉と二択, Onsen to Ni Taku) - Chapitre 163. Volonté réaffirmée et acceptation (意思確認と承諾, Ishikakunin to Shōdaku) - Chapitre 164. Décision et enchantement (決定と歓喜, Kettei to Kanki) - Chapitre 165. Exercices et recharge (練習中と充電中, Renshū-chū to Jūden-chū) - Chapitre 166. Rumeurs et article (噂と記事, Uwasa to Kiji) - Chapitre 167. Bêtise et mot (戯言と一言, Tawagoto to Hitokoto) - Chapitre 168. Rectificatif et déclaration (訂正と宣言, Teisei to Sengen) |                  |                   |                  |                   |
| 20 | 4 juillet 2012   | 978-4-08-870466-1 | 28 novembre 2014 | 978-2-505-06046-8 |
| Titre du volume : Rêve et réalité Personnages en couverture : Muto Ashirogi, Kaya Takagi, Miho Azuki, Kô Aoki, Kazuya Hiramaru, Kōji Yoshida, Takurō Nakai, Akira Hattori, Eiji Niizuma, Yūjirō Hattori, Aiko Akina, Shinta Fukuda, Shoyo Takahama, Hisashi Sasaki, Tōru Nanamine, Shun ShiratoriListe des chapitres : - Chapitre 169. Voix et réactions (声と反響, Koe to Hankyō) - Chapitre 170. Célébrité et popularité (知名度と人気, Chimeido to Ninki) - Chapitre 171. Micro et script (マイクと台本, Maiku to Daihon) - Chapitre 172. Miho et Naho (美保と菜保, Miho to Naho) - Chapitre 173. Instant et dernier tome (瞬間と最終巻, Shunkan to Saishūkan) - Chapitre 174. Être et finir (あり方と終わり方, Arikata to Owarikata) - Chapitre 175. Jour de vente et veille au soir (発売日と前夜, Hatsubai-bi to Zen'ya) - Dernier chapitre Rêve et réalité (夢と現実, Yume to Genjitsu)                                                                                  |                  |                   |                  |                   |

### Shueisha BOOKS
1. 1 2  Tome 1
2. 1 2  Tome 2
3. 1 2  Tome 3
4. 1 2  Tome 4
5. 1 2  Tome 5
6. 1 2  Tome 6
7. 1 2  Tome 7
8. 1 2  Tome 8
9. 1 2  Tome 9
10. 1 2  Tome 10
11. 1 2  Tome 11
12. 1 2  Tome 12
13. 1 2  Tome 13
14. 1 2  Tome 14
15. 1 2  Tome 15
16. 1 2  Tome 16
17. 1 2  Tome 17
18. 1 2  Tome 18
19. 1 2  Tome 19
20. 1 2  Tome 20

### Manga Kana
1. 1 2  Tome 1
2. 1 2  Tome 2
3. 1 2  Tome 3
4. 1 2  Tome 4
5. 1 2  Tome 5
6. 1 2  Tome 6
7. 1 2  Tome 7
8. 1 2  Tome 8
9. 1 2  Tome 9
10. 1 2  Tome 10
11. 1 2  Tome 11
12. 1 2  Tome 12
13. 1 2  Tome 13
14. 1 2  Tome 14
15. 1 2  Tome 15
16. 1 2  Tome 16
17. 1 2  Tome 17
18. 1 2  Tome 18
19. 1 2  Tome 19
20. 1 2  Tome 20